# Nelahozeves
Nelahozeves település Csehországban, a Mělníki járásban. Nelahozeves Nová Ves, Kralupy nad Vltavou, Veltrusy, Uhy, Sazená és Velvary településekkel határos. Lakosainak száma 2216 fő (2024. január 1.).

## Népesség
A település lakosságának változását az alábbi diagram mutatja:
| Lakosok száma | 1016 | 1091 | 1305 | 1707 | 1514 | 1259 | 1965 | 2067 | 2153 | 2216 |
|               | 1869 | 1890 | 1921 | 1950 | 1980 | 2001 | 2017 | 2019 | 2022 | 2024 |